# Marcello d’Aste

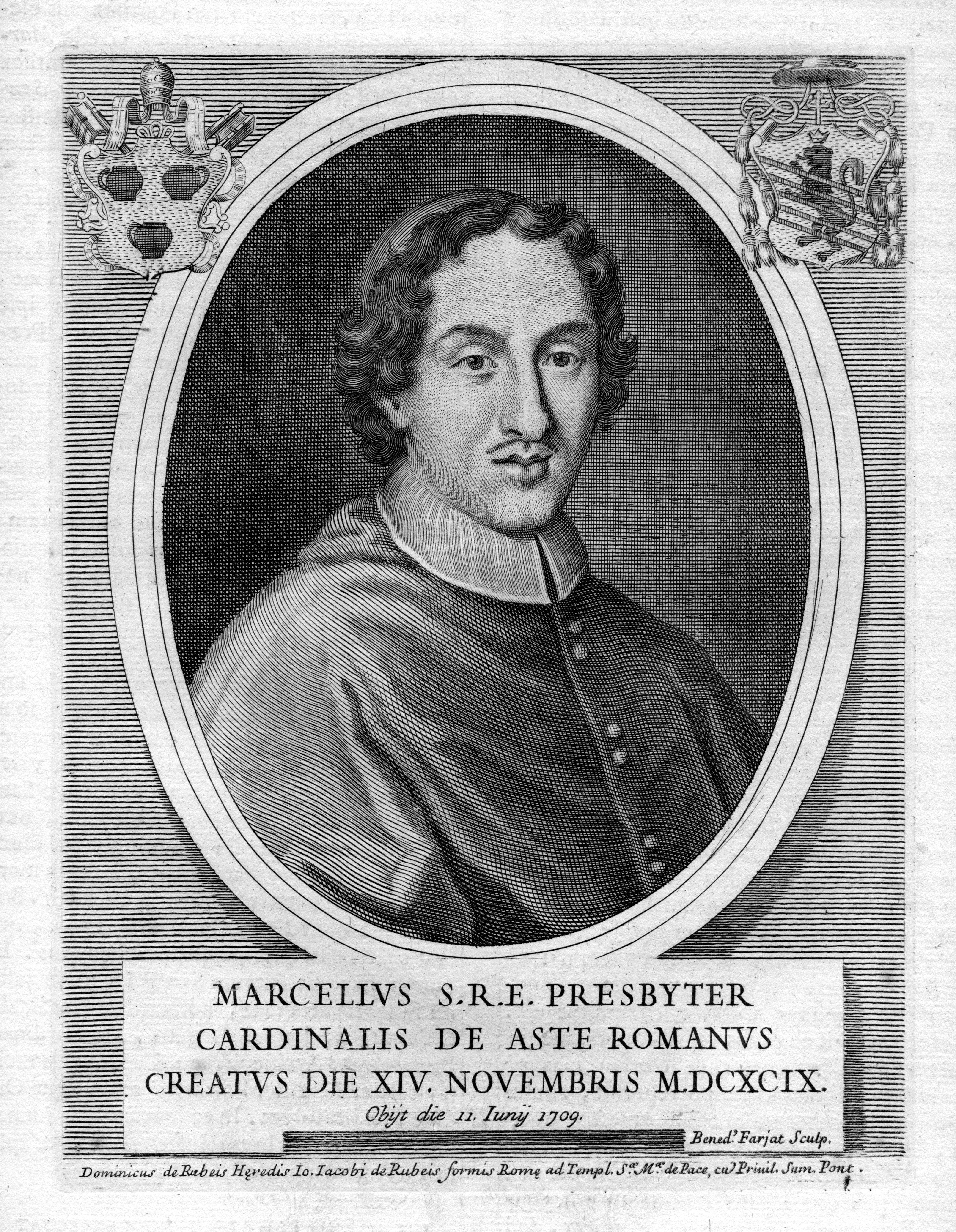
Marcello Kardinal d’Aste (Kupferstich, nach seinem Tod angefertigt)

Marcello d’Aste (* 21. Juli 1657 in Aversa; † 11. Juni 1709 in Bologna) war ein italienischer römisch-katholischer Geistlicher, päpstlicher Diplomat, Bischof und Kardinal.

## Leben

### Herkunft und frühe Jahre
Er war ein Sohn des Maurizio d’Aste, Baron von Acerno, und entstammte dem stadtrömischen Adel. Zur Zeit seiner Geburt war die Familie aus Rom nach Aversa geflohen, um einer Epidemie zu entgehen. Im Jahr 1667 begann er, das Collegio Clementino zu besuchen, wo er bis 1675 durch die Somasker seine Schulbildung erhielt. Danach studierte er an der Universität La Sapienza, die er als Doctor iuris utriusque verließ. Papst Innozenz XI. ernannte ihn 1682 zum Richter an der Dombauhütte von St. Peter sowie zum Referendar an den Gerichtshöfen der Apostolischen Signatur und verlieh ihm ein Kanonikat an San Lorenzo in Damaso. Sein älterer Bruder Michele starb 1686 im Kampf gegen die Osmanen an den Mauern von Buda. Alexander VIII. ernannte d’Aste 1689 zum Auditor der Apostolischen Kammer und übertrug ihm 1691 ein Kanonikat an St. Peter anstelle dessen an San Lorenzo in Damaso, zudem machte der Papst ihn zum Konsultor der Römischen Inquisition sowie zum Mitglied verschiedener Kongregationen der Römischen Kurie, darunter der Ritenkongregation und der Konsistorialkongregation.

### Bischofsamt und Nuntius
Am 10. Dezember 1691 wurde Marcello d’Aste zum Titularerzbischof von Athenae ernannt. Die Bischofsweihe spendete ihm am 13. Januar 1692 in der römischen Kirche Santa Maria della Vittoria Kardinal Galeazzo Marescotti; Mitkonsekratoren waren Giuseppe Bologna, Erzbischof von Capua, und Stefano Giuseppe Menatti, Vizegerent von Rom. Zwei Tage später ernannte ihn Innozenz XII. zum Päpstlichen Thronassistenten, am 18. Januar desselben Jahres bestellte der Papst ihn zum Apostolischen Nuntius in Luzern. Am 3. September 1695 wurde er Sekretär der Kongregation für die Bischöfe und Regularkleriker, am 30. Juni 1698 Legat in Urbino.

### Kardinal
Im Konsistorium vom 14. November 1699 erhob Innozenz XII. ihn zum Kardinal. Am 3. Februar 1700 wurde er mit dem persönlichen Titel eines Erzbischofs zum Bischof von Ancona ernannt. Den Kardinalshut und San Martino ai Monti als Titelkirche erhielt Marcello d’Aste am 30. März 1700. Nach dem Tod von Innozenz XII. nahm er am Konklave 1700 teil, aus dem Clemens XI. als Papst hervorging. Bei diesem Konklave stand er auf der Seite der Zelanti, die von allen europäischen Mächten gleichermaßen Abstand wahren wollten und darauf drangen, den neuen Papst ausschließlich nach Maßgabe kirchlicher Interessen zu wählen.
Marcello d’Aste starb im Dominikanerkonvent in Bologna, wohin er sich auf ärztlichen Rat hin begeben hatte, und wurde in der dortigen Konventskirche beigesetzt.

## Wirken
Als Nuntius widerstand Marcello d’Aste erfolgreich den Bestrebungen, die Kapuziner aus der Schweiz zu vertreiben. Auch die Behinderung der Bischofsweihe Ulrichs von Federspiel durch den Dompropst und Generalvikar Rudolf von Salis wusste er zu unterbinden. Er unterstützte den Konstanzer Bischof Marquard Rudolf von Rodt darin, die vom Kanton Uri geforderte alljährliche Bestätigung der geistlichen Pfründeninhaber durch die Landsgemeinde abzuwenden. In den Verhandlungen um eine 1691 von Luzern geforderte Klerussteuer zeigte sich Marcello d’Aste kompromissbereit.